# Sida chiquitana
Sida chiquitana är en malvaväxtart som beskrevs av Antonio Krapovickas. Sida chiquitana ingår i släktet sammetsmalvor, och familjen malvaväxter. Inga underarter finns listade i Catalogue of Life.